# Arenaria globiflora
Arenaria globiflora är en nejlikväxtart som först beskrevs av Edward Fenzl, och fick sitt nu gällande namn av Michael Pakenham Edgeworth och Hook. f. Arenaria globiflora ingår i släktet narvar, och familjen nejlikväxter. Inga underarter finns listade i Catalogue of Life.